# Habenaria angustifolia
Habenaria angustifolia är en orkidéart som beskrevs av Carl Sigismund Kunth. Habenaria angustifolia ingår i släktet Habenaria och familjen orkidéer. Inga underarter finns listade i Catalogue of Life.